# ریچارد بولسلافسکی
ریچارد بولسلافسکی (لهستانی: Richard Boleslawski؛ ۴ فوریهٔ ۱۸۸۹ – ۱۷ ژانویهٔ ۱۹۳۷) کارگردان و هنرپیشه اهل لهستان و ایالات متحده آمریکا بود.
وی کارگردان فیلم‌هایی همچون پزشکان، بی‌نوایان و تئودورا وحشی می‌شود بوده است.

## فیلم‌شناسی
- راسپوتین و امپراتریس (۱۹۳۲)
- پزشکان (۱۹۳۴)
- بینوایان (۱۹۳۵)
- تئودورا وحشی می‌شود (۱۹۳۶)